# Bulu (Buéa)
Pour les articles homonymes, voir Bulu (homonymie).
Bulu est une localité du Cameroun, située dans l'arrondissement de Buéa, le département du Fako et la région du Sud-Ouest.

## Population
En 1953, Bulu avait 218 habitants. En 1968, Bulu comptait 310 habitants, principalement des Bakweri. Lors du recensement de 2005, on a dénombré 370 personnes.